# قطعات عروسک
«قطعات عروسک» (به انگلیسی: Doll Parts) ترانه‌ای از گروهٔ موسیقی آلترناتیو راک هول می‌باشد که توسط خواننده و گیتاریست کورتنی لاو نوشته شده‌است. این ترانه در نوامبر سال ۱۹۹۴ به‌عنوان ششمین تک‌آهنگ گروه و دومین تک‌آهنگ از دومین آلبوم استودیویی‌شان تحت عنوان از این جان سالم به‌در ببر منتشر گردید تا با تور آمریکای شمالی گروه هم‌زمان باشد. همچنین این نخستین تک‌آهنگی بود که پس از درگذشت نوازندهٔ بیس گروه، کریستن پفاف در ژوئن سال ۱۹۹۴ منتشر گردید.
لاو این ترانه را در اواخر سال ۱۹۹۱ اندکی پس از آشنایی با کرت کوبین نوشت و اذعان کرده که اشعار آن بازتابی از ناامنی‌ها و تردیدهایش نسبت به علاقهٔ عاشقانهٔ کوبین به او بوده‌اند. این قطعه به یکی از محبوب‌ترین ترانه‌های گروه تبدیل شد و در جدول ترانه‌های مدرن راک بیلبورد در ایالات متحده به رتبهٔ چهارم دست یافت. از نظر هواداران و منتقدان این ترانه از آثار شاخص و نمادین هول به حساب می‌آید.
رولینگ استون در سپتامبر سال ۲۰۲۱ این قطعه را در رتبهٔ ۲۰۸ فهرست ۵۰۰ ترانهٔ برتر تمام دوران قرار داد.